# Euphyia correlata
Euphyia correlata är en fjärilsart som beskrevs av Walker 1862. Euphyia correlata ingår i släktet Euphyia och familjen mätare. Inga underarter finns listade i Catalogue of Life.